# 有沢雪
有沢 雪（ありさわ ゆき、1991年5月15日 - ）は、日本の女優。北海道出身。

## 来歴
2014年、立教大学経済学部卒業。
数多くのドラマなどに出演している。
2019年11月2日 - 11月3日放送の『FNS27時間テレビ にほんのスポーツは強いっ!』（フジテレビ）内のさんまのラブメイト10内の今田耕司の好きな女性ランキング「ラブメイト3」で「広瀬アリスの舞台に見に来ていた女性」として3位でランクインし、生放送内で有沢に生電話をし、今田が電話番号をゲットした。その後、明石家さんま・岡村隆史（ナインティナイン）と共に合コンを行う約束をし、2020年01月30日掲載のNEWSポストセブン（小学館）で合コンの様子がパパラッチされた。また、3人が出演する『さんまのお笑い向上委員会』（同局）、『さんまのヤングタウン』（MBSラジオ）、『特盛!よしもと 今田・八光のおしゃべりジャングル』（読売テレビ）、『ナインティナイン岡村隆史のオールナイトニッポン』（ニッポン放送）で合コンの詳細な様子が語られた。

## 出演

### テレビドラマ
- シャーロック 第7話（2019年11月18日、フジテレビ） - 葛西真紀 役
- ドラマスペシャル「はぐれ刑事三世」（2020年10月15日、テレビ朝日）‐ 受付 役
- 世にも奇妙な物語 '20秋の特別編 「コインランドリー」（2020年11月14日、フジテレビ）- 女性6 役
- ダブルチート 偽りの警官 Season1 第2話（2024年5月3日、テレビ東京・WOWOW） - ママ 役[3]

### 映画
- シン・ウルトラマン（2022年）[4]